# Hautvillers
Hautvillers [ovile] est une commune française située dans le département de la Marne, en région Grand Est.
Ses habitants sont appelés les Altavillois.

## Géographie

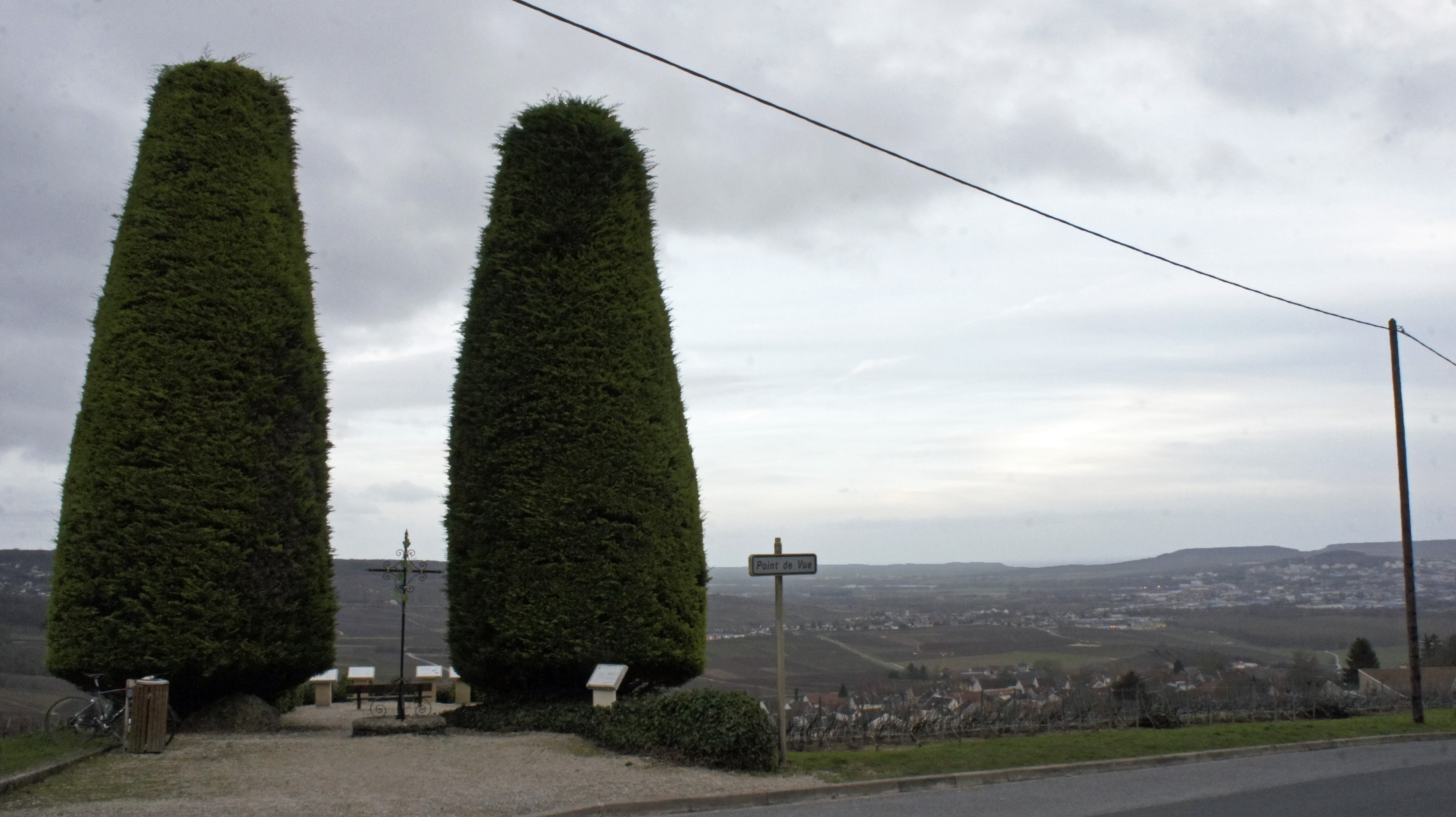
Point de vue sur Épernay.

Hautvillers se situe sur la côte sud de la montagne de Reims. Hautvillers fait d'ailleurs partie du parc naturel régional de la Montagne de Reims. Le village surplombe les boucles de la Marne, offrant plusieurs points de vue sur la vallée et les villages environnants, c'est en profitant de cette hauteur qu'est installé l'émetteur d'Hautvillers pour la télévision. Une grande partie du territoire communal, qui totalise 11,77 km2, est occupé par la Forêt domaniale d'Hautvillers (au nord). C'est là qu'on trouve les étangs des Sentelles et celui des Essarts.
Le village est entouré par le vignoble de Champagne au sud et à l'est. L'extrême sud de la commune, entre la Marne et la canal latéral à la Marne, est la seule partie du territoire altavillois qui n'est pas recouverte de vignes ou de bois.
En dehors du village, on dénombre plusieurs hameaux : la Briqueterie, l'Écluse, les Montecuelles, Pont Malot, le Pré Jaumé et Sainte-Hélène (propriété de Moët & Chandon).
| Cormoyeux        | Nanteuil-la-Forêt | Saint-Imoges  |
| Romery           | Hautvillers       | Champillon    |
| Cumières, Damery | Mardeuil, Épernay | Dizy, Magenta |

### Hydrographie
La commune est traversée par la ligne de partage des eaux entre les régions hydrographiques « la Seine de sa source au confluent de l'Oise (exclu) » et « la Seine du confluent de l'Oise (inclus) à l'embouchure » au sein du bassin Seine-Normandie. Elle est drainée par la Marne, le canal latéral à la Marne, le Fossé 01 Sainte-Hélène, le ruisseau de la Fontaine aux Frenes, le ruisseau des Sentelles et divers bras de la Marne,.
La Marne  prend sa source sur le plateau de Langres, dans la commune de Saints-Geosmes (Haute-Marne) et se jette dans la Seine entre Charenton-le-Pont et Alfortville (Val-de-Marne) dans le quartier de Conflans-l'Archevêque.
Le canal latéral à la Marne est un canal, chenal navigable de 67 km reliant Vitry-le-françois à Mardeuil où il se jette dans la Marne.

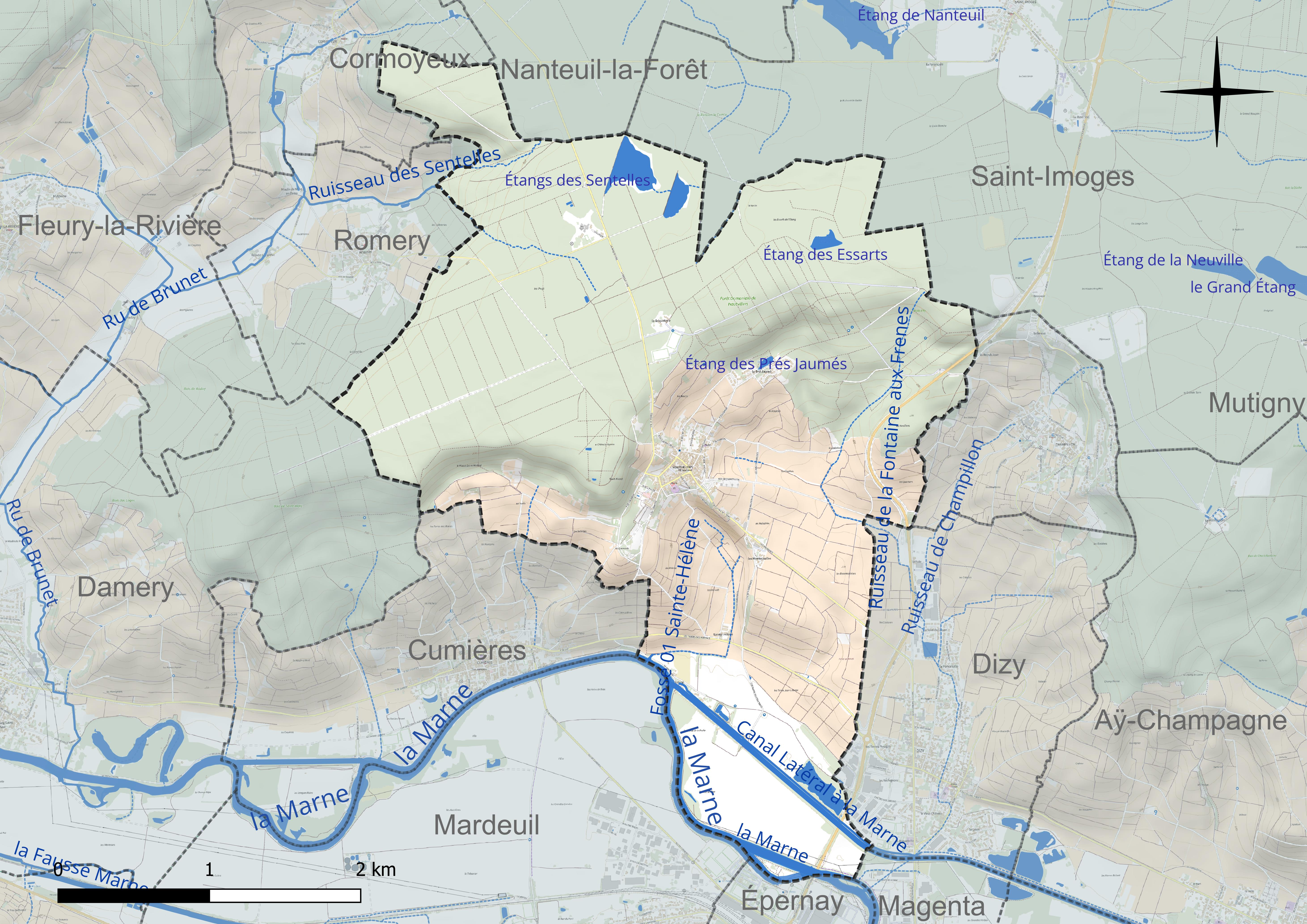
Réseau hydrographique d'Hautvillers.

Trois plans d'eau complètent le réseau hydrographique : les étangs des Sentelles (8,8 ha), l'étang des Essarts (1,5 ha) et l'étang des Prés Jaumés (0,4 ha),.

### Climat
Pour des articles plus généraux, voir Climat du Grand Est et Climat de la Marne.
En 2010, le climat de la commune est de type climat océanique dégradé des plaines du Centre et du Nord, selon une étude du Centre national de la recherche scientifique s'appuyant sur une série de données couvrant la période 1971-2000. En 2020, Météo-France publie une typologie des climats de la France métropolitaine dans laquelle la commune est exposée à un climat océanique altéré et est dans la région climatique Nord-est du bassin Parisien, caractérisée par un ensoleillement médiocre, une pluviométrie moyenne régulièrement répartie au cours de l’année et un hiver froid (3 °C).
Pour la période 1971-2000, la température annuelle moyenne est de 10,8 °C, avec une amplitude thermique annuelle de 16,6 °C. Le cumul annuel moyen de précipitations est de 772 mm, avec 12,5 jours de précipitations en janvier et 8,5 jours en juillet. Pour la période 1991-2020, la température moyenne annuelle observée sur la station météorologique de Météo-France la plus proche, « Chouilly », sur la commune de Chouilly à 8 km à vol d'oiseau, est de 11,4 °C et le cumul annuel moyen de précipitations est de 668,9 mm. 
La température maximale relevée sur cette station est de 40,3 °C, atteinte le 25 juillet 2019 ; la température minimale est de −12,3 °C, atteinte le 5 février 2012,,.
Les paramètres climatiques de la commune ont été estimés pour le milieu du siècle (2041-2070) selon différents scénarios d'émission de gaz à effet de serre à partir des nouvelles projections climatiques de référence DRIAS-2020. Ils sont consultables sur un site dédié publié par Météo-France en novembre 2022.

## Urbanisme

### Typologie
Au 1er janvier 2024, Hautvillers est catégorisée ceinture urbaine, selon la nouvelle grille communale de densité à sept niveaux définie par l'Insee en 2022.
Elle est située hors unité urbaine. Par ailleurs la commune fait partie de l'aire d'attraction d'Épernay, dont elle est une commune de la couronne,. Cette aire, qui regroupe 44 communes, est catégorisée dans les aires de 50 000 à moins de 200 000 habitants,.

### Occupation des sols
L'occupation des sols de la commune, telle qu'elle ressort de la base de données européenne d’occupation biophysique des sols Corine Land Cover (CLC), est marquée par l'importance des forêts et milieux semi-naturels (58,7 % en 2018), une proportion sensiblement équivalente à celle de 1990 (59 %). La répartition détaillée en 2018 est la suivante : forêts (58,7 %), cultures permanentes (27 %), terres arables (10,3 %), zones urbanisées (3,1 %), zones industrielles ou commerciales et réseaux de communication (0,4 %), espaces verts artificialisés, non agricoles (0,4 %), zones agricoles hétérogènes (0,1 %). L'évolution de l’occupation des sols de la commune et de ses infrastructures peut être observée sur les différentes représentations cartographiques du territoire : la carte de Cassini (XVIIIe siècle), la carte d'état-major (1820-1866) et les cartes ou photos aériennes de l'IGN pour la période actuelle (1950 à aujourd'hui).

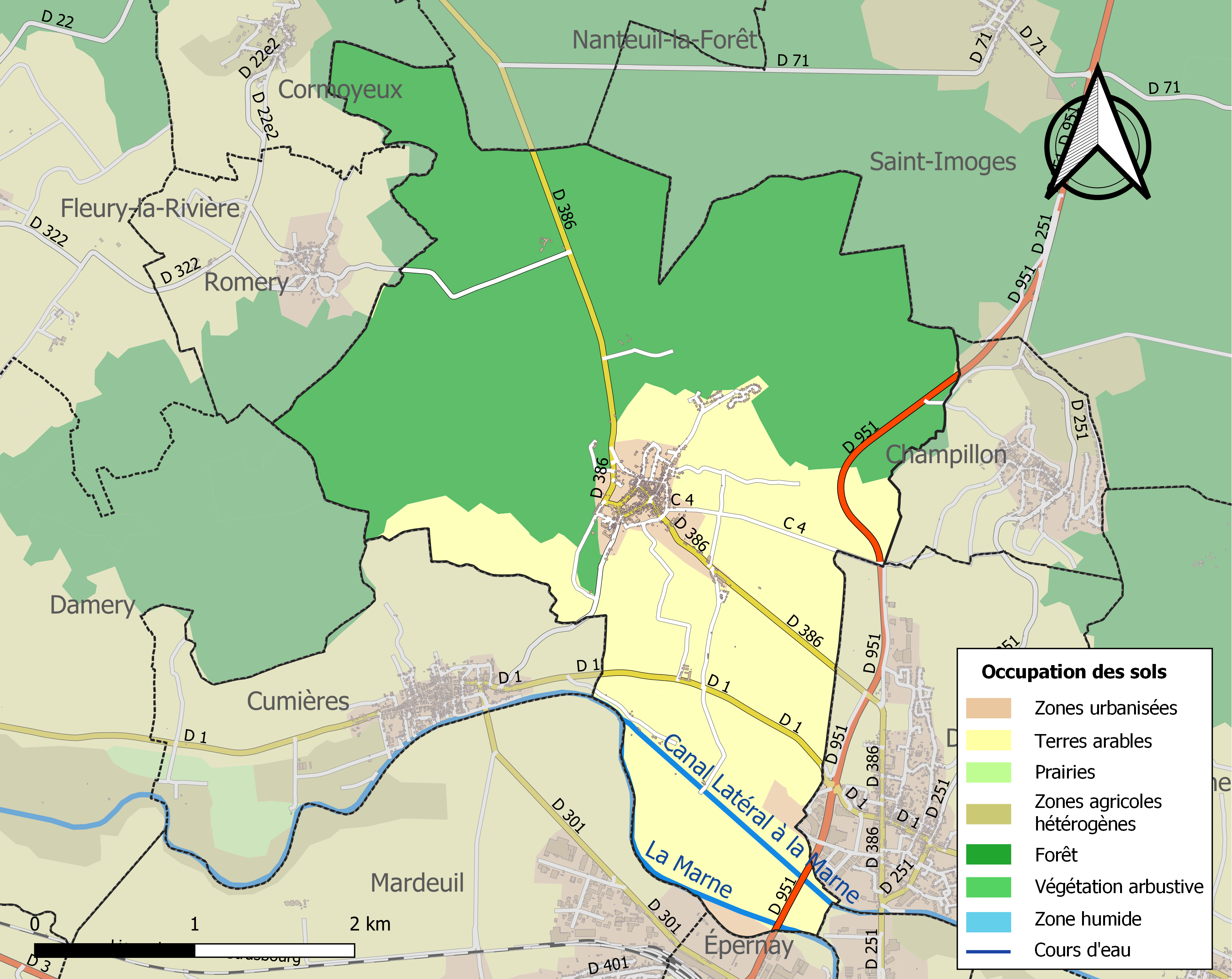
Carte des infrastructures et de l'occupation des sols de la commune en 2018 (CLC).

### Logement
En 2017, l'Insee recense 401 logements à Hautvillers (un chiffre relativement stable, en comparaison aux 394 logements recensés en 2007). Ces logements sont près de 80 % des maisons et à 20 % des appartements. En conséquence, 80,9 % des résidences principales comptent au moins 4 pièces et 59,4 % en comptent 5 ou plus.
Parmi les logements recensés dans la commune, 82,3 % sont des résidences principales, 5,7 % des résidences secondaires et 12 % des logements vacants. Près de sept ménages sur dix sont propriétaires de leur logement (69,7 %), un chiffre proche de la moyenne intercommunale (71 %) et supérieur à la moyenne départementale (51,2 %).
Le tableau ci-dessous présente une comparaison de quelques indicateurs chiffrés du logement pour Hautvillers, la communauté de communes de la Grande Vallée de la Marne (CCGVM) et le département de la Marne :
|                                        | Hautvillers | CCGVM | Marne   |
| -------------------------------------- | ----------- | ----- | ------- |
| Ensemble des logements                 | 401         | 7 459 | 294 041 |
| Part des résidences principales (en %) | 82,3        | 88,2  | 88,4    |
| Part des résidences secondaires (en %) | 5,7         | 2,8   | 2,7     |
| Part des logements vacants (en %)      | 12,0        | 8,9   | 8,9     |

Parmi les 329 résidences principales construites avant 2015, 35,5 % avaient été construites avant 1945, 15,5 % entre 1946 et 1970, 32,5 % entre 1971 et 1990, 14,3 % entre 1991 et 2005 et 2,1 % depuis 2006.
Le tableau ci-dessous présente l'évolution du nombre de logements sur le territoire de la commune, par catégorie, depuis 1968 :
|                        | 1968 | 1975 | 1982 | 1990 | 1999 | 2007 | 2012 | 2017 |
| ---------------------- | ---- | ---- | ---- | ---- | ---- | ---- | ---- | ---- |
| Résidences principales | 272  | 257  | 294  | 308  | 335  | 337  | 340  | 330  |
| Résidences secondaires | 13   | 21   | 20   | 37   | 15   | 22   | 12   | 23   |
| Logements vacants      | 12   | 20   | 37   | 12   | 14   | 35   | 44   | 48   |
| Total                  | 297  | 298  | 351  | 357  | 364  | 394  | 396  | 401  |

### Risques naturels et technologiques
Le territoire d'Hautvillers est vulnérable à différents risques naturels. La commune est dans l'obligation d'élaborer et publier un document d'information communal sur les risques majeurs ainsi qu'un plan communal de sauvegarde. Elle n'est cependant concernée par aucun risque technologique particulier.
Hautvillers subit des risques liés aux mouvements de terrain : 15 glissements de terrain y ont été recensés par le Bureau de recherches géologiques et minières. La commune est comprise dans le périmètre du plan de prévention des risques « glissement de terrain de la Côte d'Ile-de-France - secteur de la vallée de la Marne des tranches 1 et 2 » approuvé en 2014 ; la montagne de Reims est en effet considérée comme un « secteur propice aux glissements de terrain ».
Le sud de la commune, situé dans la vallée de la Marne, est touché par le risque d'inondation. Hautvillers est concernée par le plan de prévention du risque inondation par débordement de la Marne sur le secteur d'Épernay, datant de 2017. Elle est également soumise au risque de rupture de barrage, en cas de rupture du lac-réservoir Marne (lac du Der) situé à un peu plus de 80 km en amont d'Hautvillers.
La commune a fait l'objet de plusieurs arrêtés reconnaissant l'état de catastrophe naturelle pour des inondations et coulées de boue parfois accompagnées de mouvements de terrain (en 1983, 1999, 2013 et 2018).
Hautvillers est affectée par le phénomène de retrait-gonflement des argiles (risque moyen). Le risque sismique est très faible sur son territoire. De même, le potentiel radon de la commune est faible.

## Toponymie
Le nom de la localité est attesté sous les formes « Locus Altivillaris in fine Remensi » (vers 662) ; « Cella nostra quæ vocatur Altum Villare » (856-870) ; « Ecclesia Beati Petri Altovillarensis » (XIIe siècle) ; Altviller (1156) ; Altvileir (1183) ; Ahautviler, Hautviler, Auviler, l'abaie de Vilers (vers 1222) ; Auviller (1272) ; Auvillier (1318) ; Auvillers (1323) ; Auvilliers (1478) ; Auviliers (1652) ; Aautvilliers (1662) ; Haultvilliers (1664) ; Auvilés (1715) ; Ovillé (1739) ; Hautvillers-lès-Épernay (1777) ; Hautvillers-Saint-Hilaire (1834) ; Hautvillers (1847).
De l'adjectif du bas latin altum et villare signifiant « haut domaine rural ».

## Histoire

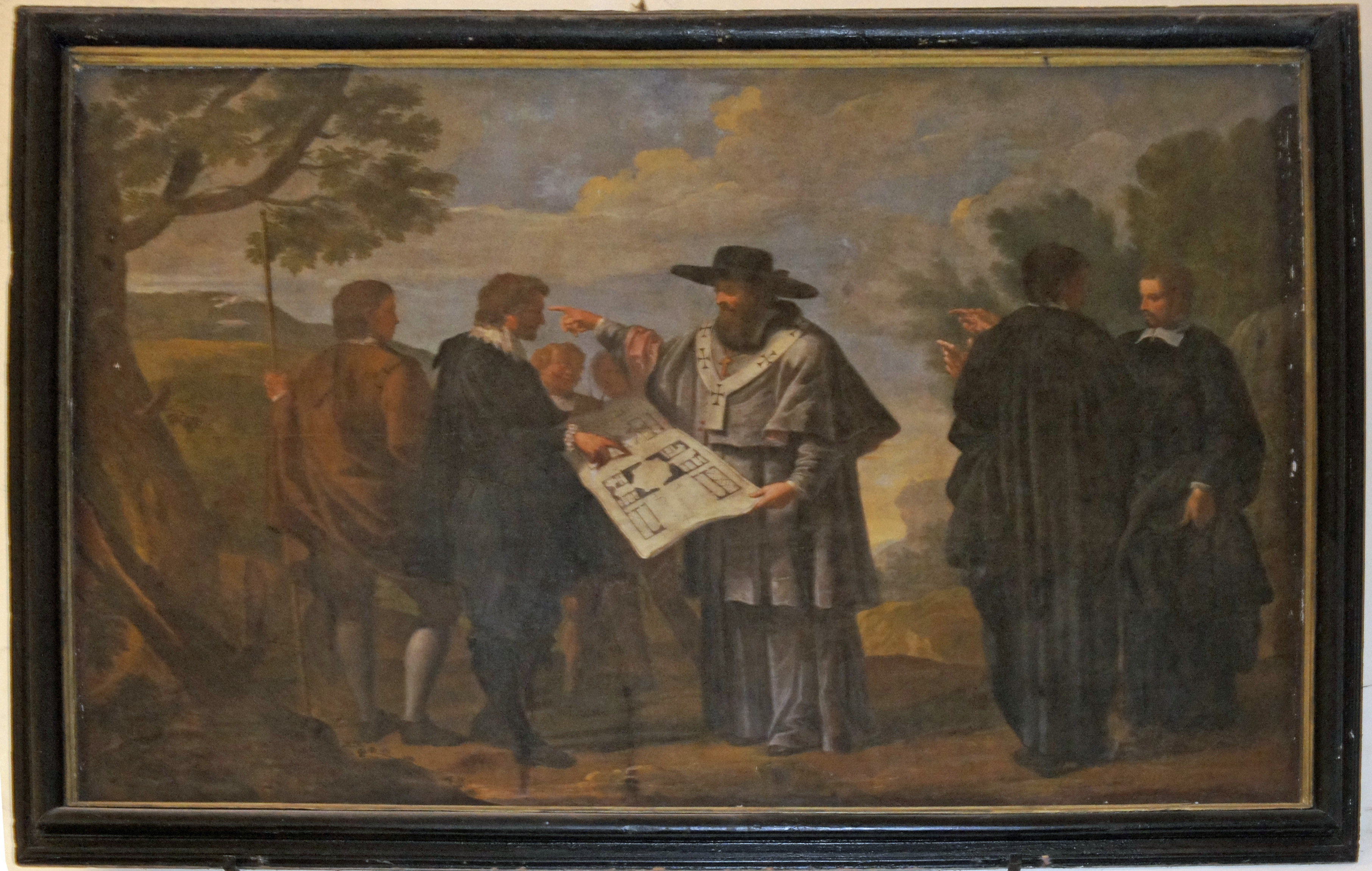
Nivard choisissant l'emplacement de la fondation de l'abbaye, par Claude Charles.

En l'an 650, en plein Moyen Âge, l'archevêque saint Nivard, alors responsable de l'église de Reims, aurait eu, au cours d'un voyage dans cette région, une vision prophétique : une colombe volant à flanc de coteaux, lui indiquant le lieu ou installer le futur monastère. Dès lors, il ordonne la construction de l'abbaye bénédictine Saint-Pierre d'Hautvillers.
Dans la vallée, nombreux sont les hameaux proches des bords de la rivière Marne. Ces derniers sont aussi une route idéale pour les différents peuples barbares qui, en route vers d'autres contrées, pillent ces villages en chemin.
À proximité, la communauté « Villare » se lasse de ces passages et vient fonder en l'an 658 le village Alta Villare sur les hauteurs proches de l'abbaye. La langue française évolue, mais Hautvillers demeure en français moderne, le « Haut Village » et ses habitants, les « Altavillois ».

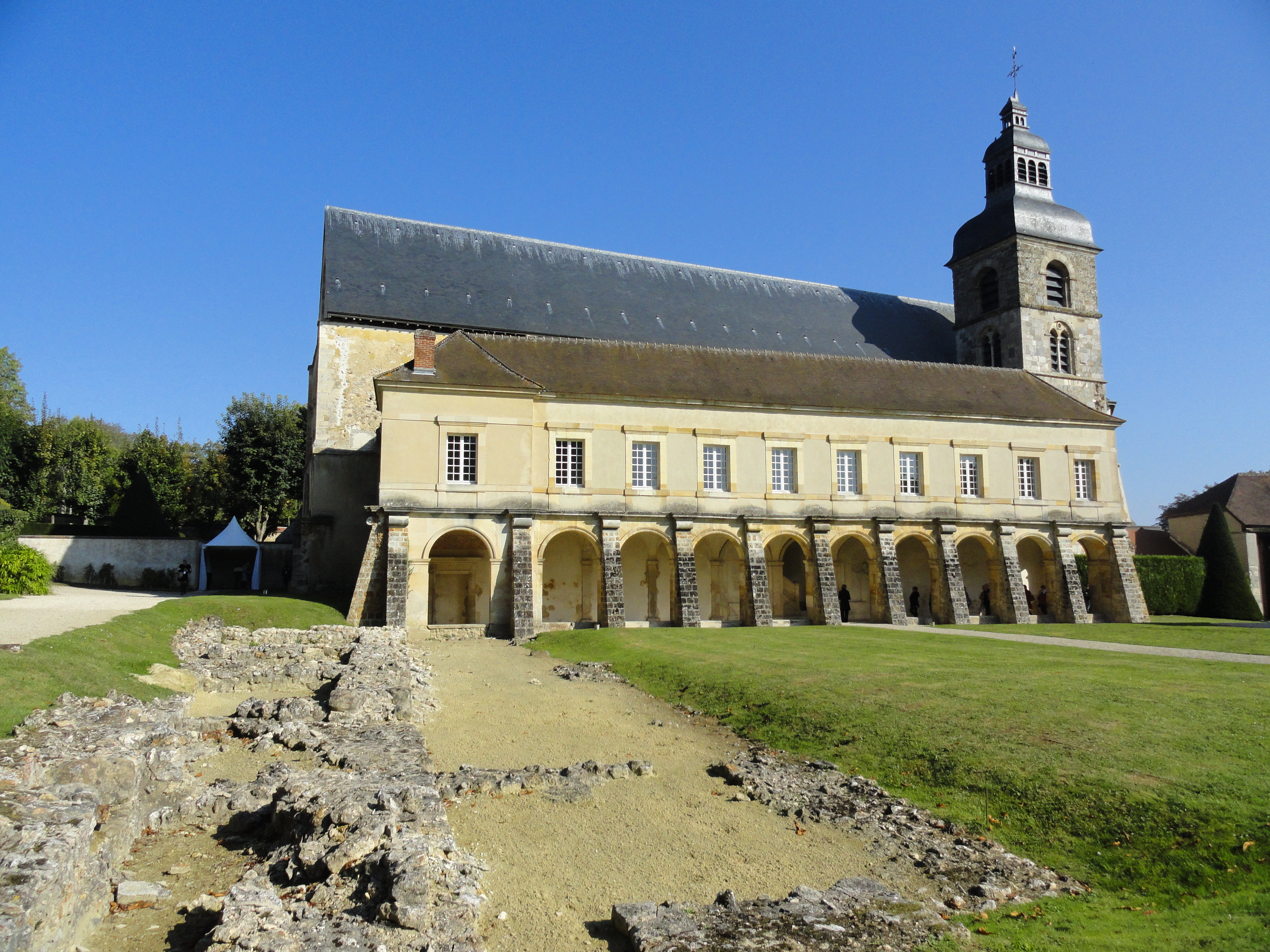
L'abbaye Saint-Pierre d'Hautvillers.

L'abbaye prospère en dépit des vicissitudes de l'histoire : détruite par les Normands en 882, restaurée puis brûlée par les Anglais en 1449, rebâtie puis rasée par les huguenots en 1564.
Elle renaîtra à nouveau de ses cendres grâce aux dons de Catherine de Médicis. Elle cesse définitivement toute activité lors de la Révolution, en 1789. À la suite des révoltes de l'époque, l'église abbatiale et une petite partie du cloître seuls demeurent.
À la Révolution, Hautvillers devient chef-lieu de canton, puis rejoint le canton d'Ay en 1801.

## Politique et administration

### Rattachements administratifs et électoraux
Du point de vue administratif, la commune est rattachée à l'arrondissement d'Épernay, dans le département de la Marne en région Grand Est. Jusqu'en 2006, elle appartenait à l'arrondissement de Reims.
Sur le plan électoral, Hautvillers fait partie du canton d'Épernay-1 (pour les élections départementales) et de la troisième circonscription de la Marne (pour les élections législatives). Avant le redécoupage cantonal de 2014, elle faisait partie du canton d'Ay.

### Intercommunalité
Hautvillers est membre de la communauté de communes de la Grande Vallée de la Marne, abrégée en CCGVM.
Au 1er janvier 2021, la commune appartient également aux intercommunalités suivantes : le syndicat mixte de la Marne Moyenne (pour la compétence GEMAPI), le syndicat mixte de réalisation et de gestion du parc naturel régional de la Montagne de Reims, le syndicat intercommunal à vocation unique (SIVU) du bassin versant Ay-Hautvillers (compétent en matière d'énergie hydraulique) et le SIVU de production d'eau potable de la vallée du Brunet.

### Tendances politiques et résultats
L'électorat d'Hautvillers penchent généralement à droite. Par exemple, le candidat de la droite est arrivé en tête du premier tour de chaque élection présidentielle depuis 2002 : Jacques Chirac en 2002 (20,58 %), Nicolas Sarkozy en 2007 (32,54 %) et 2012 (36,51 %), François Fillon en 2017 (32,23 %).
La gauche peut toutefois y remporter certaines élections locales. Le maire d'Ay et président de la communauté de communes a ainsi remporté les élections cantonales puis départementales de 2001, 2008 et 2015 à Hautvillers.

### Administration municipale
| Période                                  | Période                   | Identité        | Étiquette | Qualité                                                           |
| ---------------------------------------- | ------------------------- | --------------- | --------- | ----------------------------------------------------------------- |
| Les données manquantes sont à compléter. |                           |                 |           |                                                                   |
| 1879                                     |                           | Simon           |           |                                                                   |
| 1934                                     | 1941 (démission d'office) | Henri Martin    | SFIO      | Député et conseiller général révoqué par le Gouvernement de Vichy |
| Les données manquantes sont à compléter. |                           |                 |           |                                                                   |
| avant 1981                               | ?                         | Jean Couten     |           |                                                                   |
| 1989                                     | mai 2020                  | Patrick Lopez   |           | Réélu pour le mandat 2014-2020,                                   |
| mai 2020                                 | En cours                  | Silvère Pierrot |           |                                                                   |

### Jumelages
Hautvillers est jumelée avec les localités suivantes :
- Kiedrich (Allemagne), dans la région vinicole de Rheingau ;
- Beaulieu (Grande-Bretagne), dans le Hampshire ;
- San Giovanni d'Asso (Italie), en Toscane ;
- Bata (Roumanie), dans le département d'Arad, à l'ouest du pays ;
- Cocheren (France), dans le département de la Moselle (canton de Behren-lès-Forbach) ;
- Eguisheim (France), en Alsace.

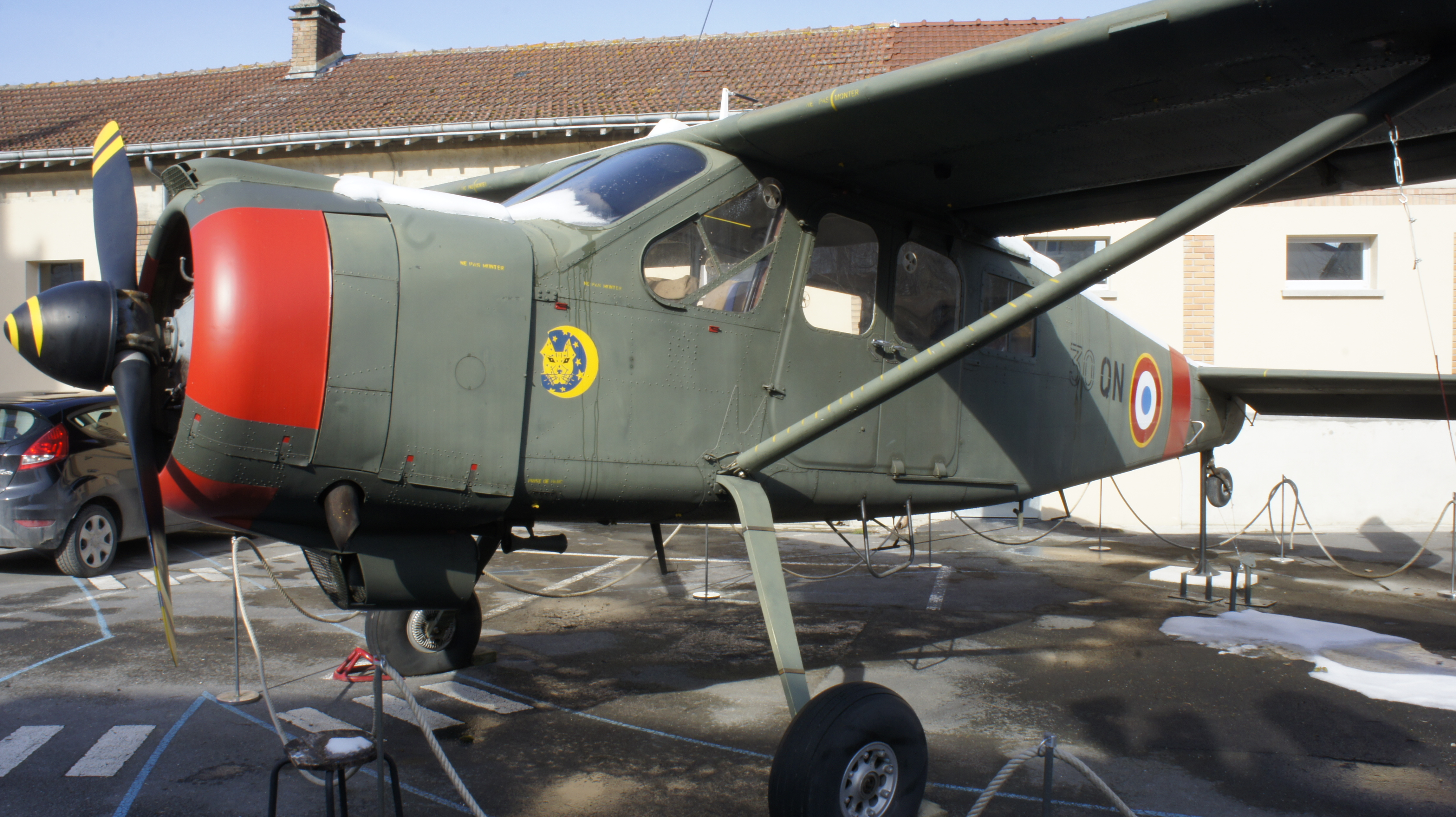
Appareil Max Holste 1521 Broussard no 305 visible à Bétheny, dans la cour du Musée de l'aéronautique locale. L'appareil, jadis exposé sur la base aérienne 112 de Reims, est revêtu des couleurs de l'escadron d'entraînement tout temps 12.030 « Hautvillers ».

Un jumelage fut par ailleurs célébré le 7 septembre 1968 avec l'escadron d'entraînement tout temps 12.030, unité aérienne relevant de la 30e escadre de chasse tout temps déployée sur la base aérienne 112 « Commandant Marin la Meslée » de Reims. Ce jour-là, une grande cérémonie de parrainage se déroula sur la base aérienne de Châlons-Vatry – la base aérienne 112 étant alors, temporairement, séparée de ses unités aériennes pour cause de réfection de sa piste – pour consacrer officiellement l’attribution du nom de tradition « Hautvillers » à l’escadron d’entraînement tout temps 12.030. Cette cérémonie revêtit un caractère familial inaccoutumé. A 11 h 00, un public nombreux composé des familles des aviateurs et des habitants d’Hautvillers se plaça devant des Lockheed T-33, des CM 170 Fouga Magister et des Flamant, face à un hangar de l’alvéole sud, tandis que les sections de la compagnie d’honneur se rassemblaient sur le parking. A 11 h 15, le colonel Louis Cinquin commandant la BA 112 et Jean Couten, maire d’Hautvillers, accueillirent le général Maurin commandant la défense aérienne et le CAFDA. Après le traditionnel passage en revue des troupes et le salut aux autorités, le général prononça une brève allocution dans laquelle il souligna le caractère exclusif de ce parrainage, aucun autre escadron ne portant le nom d’une ville. « Je suis sûr que cet escadron sera digne du passé historique de votre ville et de sa valeur artistique… Nous avons dans l’Armée de l’air une tâche noble : maintenir en alerte 24 h/24 et 365 jours par an les unités qui surveillent notre ciel… L’escadron a pour mission d’instruire l’ensemble de la chasse tout temps ; ainsi les équipages seront issus de l’escadron « Hautvillers ». Jean Couten prit alors la parole pour évoquer les excellents contacts entretenus avec l’Armée de l’air et rendre un hommage au colonel Charles Mesnard qui, lorsqu’il commandait la base aérienne, avait continuellement développé des liens d’amitié. Puis, précédé de la bannière d’Hautvillers, le général Maurin s’avança vers le Flamant qui allait être baptisé ; une Champenoise dévoila le nouvel insigne de l’avion puis une grande coupe de champagne fut répandue sur le nez de l’appareil. Un pique-nique dans les pinèdes servit d’entracte avant les baptêmes de l’air attendus et les présentations aériennes.

## Équipements et services publics

### Eau et assainissement
L'approvisionnement en eau potable et l'assainissement des eaux usées sont des compétences de la communauté de communes de la Grande Vallée de la Marne (CCGVM).
En 2019, les deux installations de production d'eau potable en état de fonctionnement de l'intercommunalité sont le captage de Bisseuil et le forage de Tauxières-Mutry. Concernant le stockage de l'eau potable, Hautvillers accueille un réservoir de 450 m3.
L'assainissement des eaux usées de la commune est assuré, de manière collective, par une station d'épuration située à Mardeuil dans la communauté d'agglomération d'Épernay (grâce à une convention entre la CCGVM et la communauté d'agglomération).

### Gestion des déchets
La CCGVM est également compétente en matière de déchets. Elle organise le ramassage des déchets, en distinguant les ordures ménagères, les biodéchets, les déchets recyclables, le verre et les ordures ménagères des habitats collectifs. Les déchets (hors verre) sont ensuite valorisés par le syndicat de valorisation des ordures ménagères de la Marne (SYVALOM).
La CCGVM met à disposition de ses habitants quatre déchetteries à Aÿ, Dizy, Mareuil-sur-Ay et Tours-sur-Marne,.

### Enseignement
Hautvillers fait partie de l'académie de Reims.
La commune compte une école maternelle et une école élémentaire, situées rue Henri Martin,. Elles accueillent également les enfants de Champillon, Nanteuil-la-Forêt et Saint-Imoges.
Les élèves d'Hautvillers sont ensuite rattachés au collège Côte-Legris d'Épernay puis au lycée Stéphane-Hessel, également à Épernay. Le service de transport scolaire entre Hautvillers et Épernay (collège et lycée) est assuré par Fluo Grand Est.

### Justice et sécurité
Du point de vue judiciaire, Hautvillers relève du conseil de prud'hommes, du tribunal de commerce, du tribunal judiciaire, du tribunal paritaire des baux ruraux et du tribunal pour enfants de Reims, dans le ressort de la cour d'appel de Reims. Pour le contentieux administratif, la commune dépend du tribunal administratif de Châlons-en-Champagne et de la cour administrative d'appel de Nancy.
Hautvillers est située en secteur Gendarmerie nationale et dépend de la brigade de Dizy.
En matière d'incendie et de secours, la caserne la plus proche est le centre de secours principal d'Épernay, géré par le Service départemental d'incendie et de secours (SDIS) de la Marne. La commune bénéficie également du centre de première intervention intercommunal de la Grande Vallée de la Marne, situé à Aÿ-Champagne et composé d'une vingtaine de sapeurs-pompiers volontaires.

## Population et société

### Démographie
L'évolution du nombre d'habitants est connue à travers les recensements de la population effectués dans la commune depuis 1793. Pour les communes de moins de 10 000 habitants, une enquête de recensement portant sur toute la population est réalisée tous les cinq ans, les populations de référence des années intermédiaires étant quant à elles estimées par interpolation ou extrapolation. Pour la commune, le premier recensement exhaustif entrant dans le cadre du nouveau dispositif a été réalisé en 2007.

En 2022, la commune comptait 628 habitants, en évolution de −12,41 % par rapport à 2016 (Marne : −1,19 %, France hors Mayotte : +2,11 %).
| 1793 | 1800 | 1806  | 1821 | 1831  | 1836 | 1841 | 1846 | 1851 |
| ---- | ---- | ----- | ---- | ----- | ---- | ---- | ---- | ---- |
| 945  | 936  | 1 024 | 951  | 1 023 | 943  | 985  | 925  | 827  |

| 1856 | 1861 | 1866 | 1872 | 1876 | 1881 | 1886  | 1891  | 1896  |
| ---- | ---- | ---- | ---- | ---- | ---- | ----- | ----- | ----- |
| 864  | 886  | 886  | 866  | 977  | 995  | 1 034 | 1 065 | 1 120 |

| 1901  | 1906  | 1911 | 1921 | 1926 | 1931 | 1936 | 1946 | 1954 |
| ----- | ----- | ---- | ---- | ---- | ---- | ---- | ---- | ---- |
| 1 071 | 1 016 | 991  | 933  | 830  | 831  | 781  | 725  | 788  |

| 1962 | 1968 | 1975 | 1982 | 1990 | 1999 | 2006 | 2007 | 2012 |
| ---- | ---- | ---- | ---- | ---- | ---- | ---- | ---- | ---- |
| 795  | 824  | 758  | 810  | 864  | 849  | 806  | 800  | 761  |

| 2017 | 2022 | - | - | - | - | - | - | - |
| ---- | ---- | - | - | - | - | - | - | - |
| 695  | 628  | - | - | - | - | - | - | - |

### Cultes
L'église Saint-Pierre et l'abbaye d'Hautvillers sont de confession catholique. La commune fait partie de la paroisse « Notre-Dame du Chêne », avec les villages voisins de Champillon, Cumières, Dizy, Germaine, Nanteuil-la-Forêt et Saint-Imoges. La paroisse dépend du diocèse de Reims.

## Culture locale et patrimoine

### Lieux et monuments
Plusieurs voies de Hautvillers portent des noms liés à son histoire : rue des Buttes, du Dessous-des-Clos, de Bacchus. La commune est surnommée « La Perle du Champagne ».[réf. nécessaire]
Parmi les principaux monuments d'Hautvillers, on trouve :
- l'abbaye Saint-Pierre. Si l'abbaye même fait partie du domaine privé, il est possible de visiter l'église abbatiale à loisir et prendre le temps d'y découvrir les différents styles et époques qui s'y mélangent harmonieusement ;
- la mairie ;
- le lavoir.

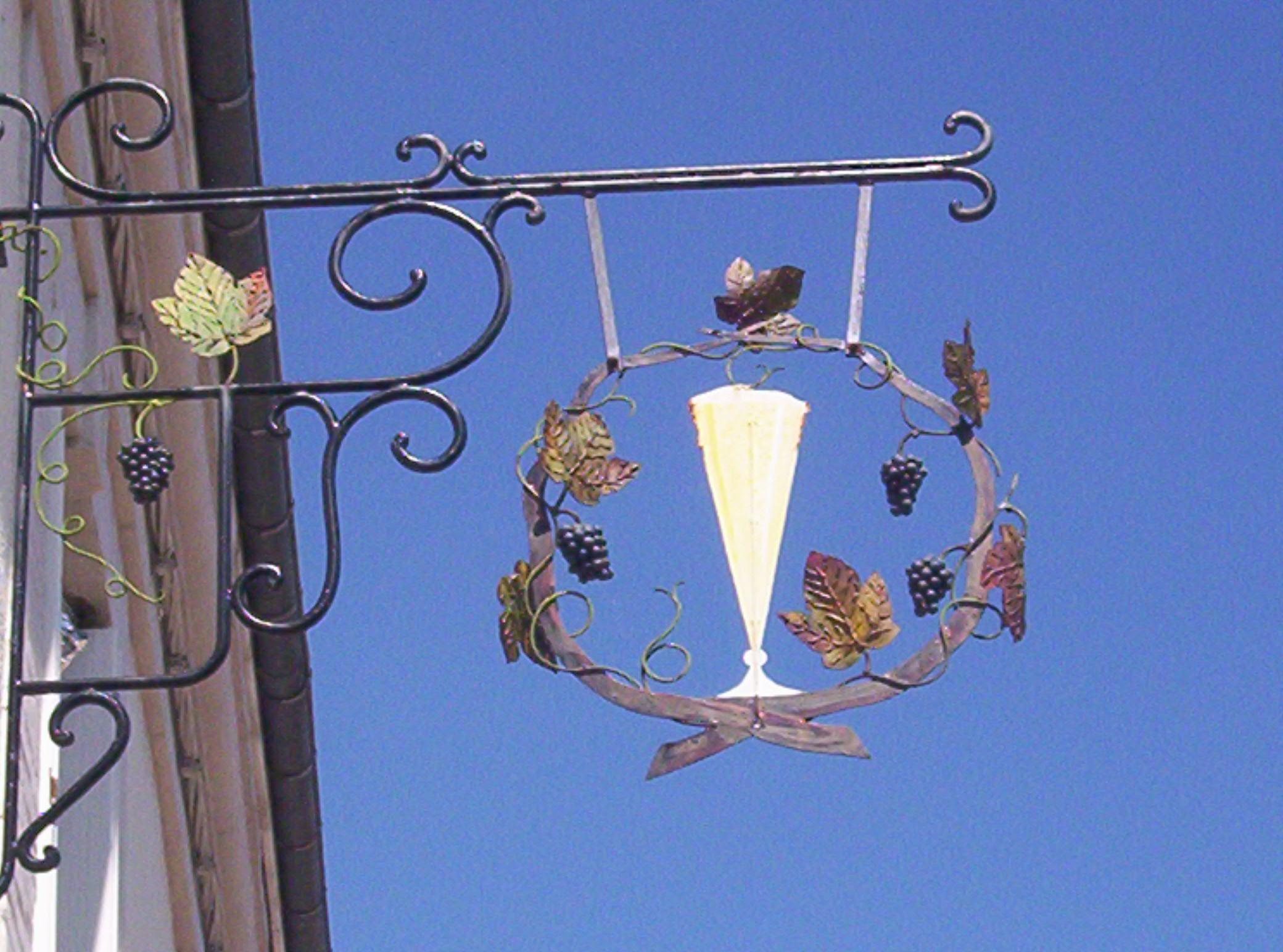
Le lavoir.
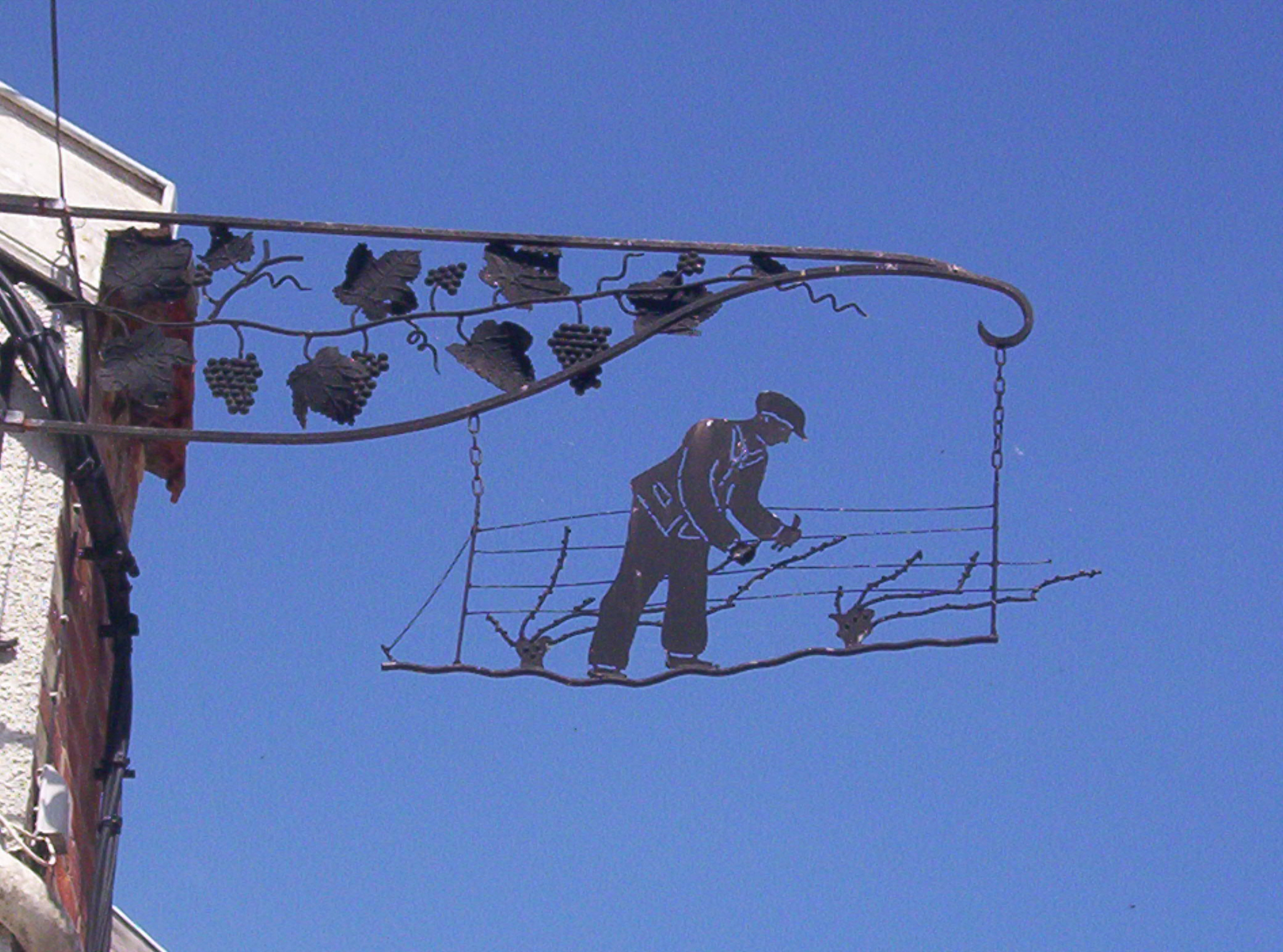
La mairie.
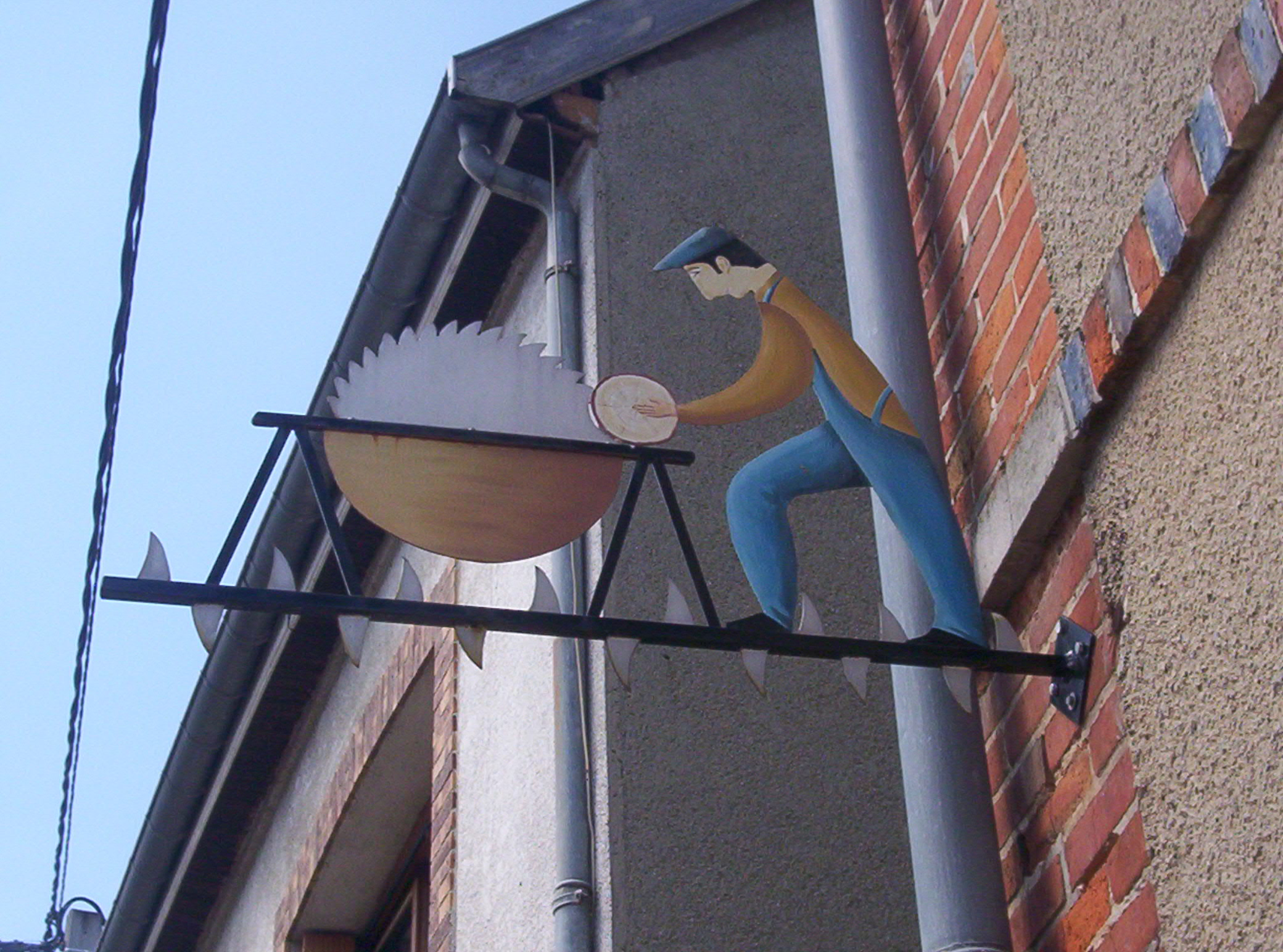
Le cloître de l'abbaye.
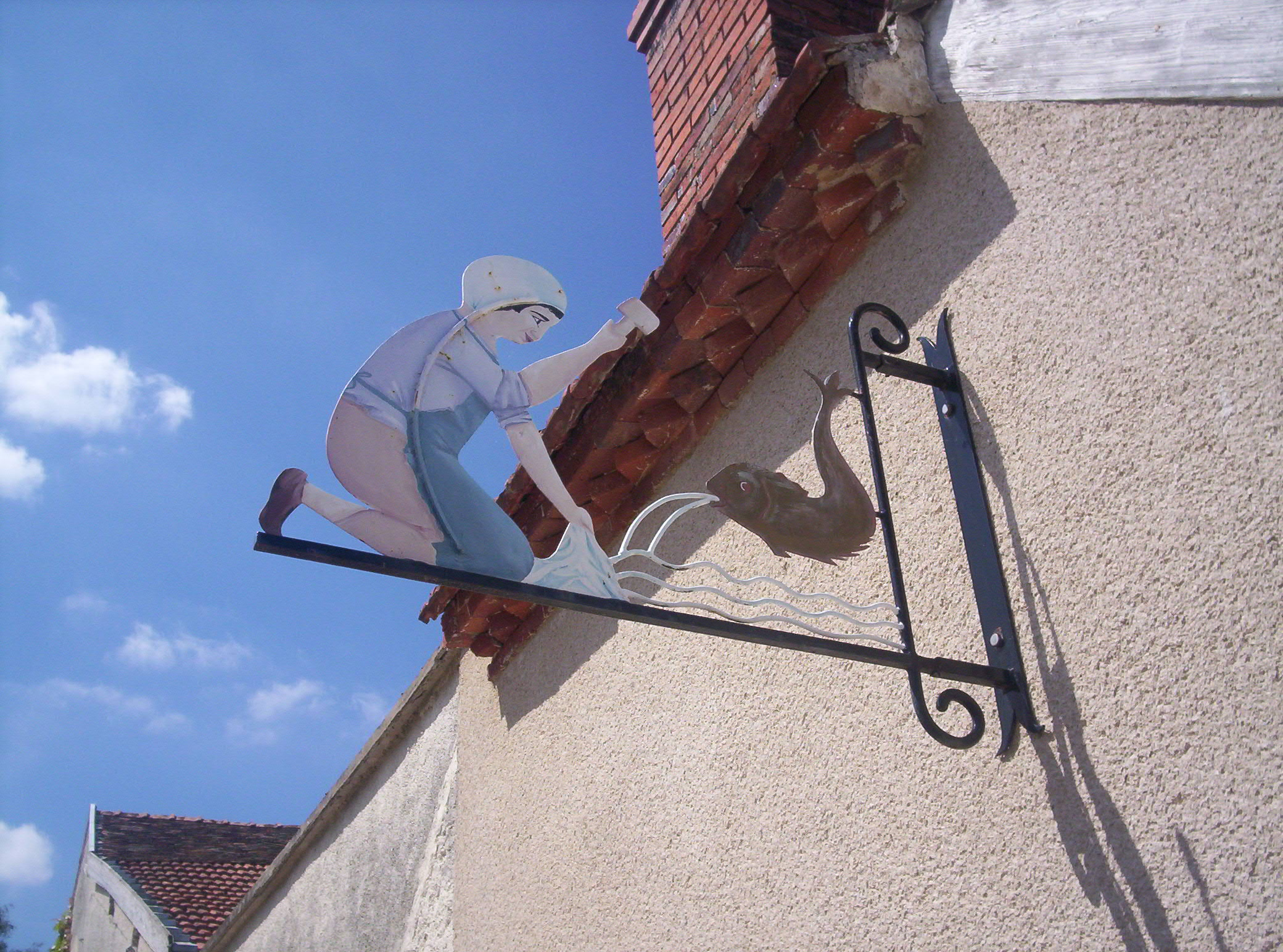
Le clocher de l'église.

Une promenade fléchée dans le village permet de voir les multiples enseignes (environ 140) en fer forgé qui décorent les façades de nombreuses maisons, le lavoir ou l'abbaye.

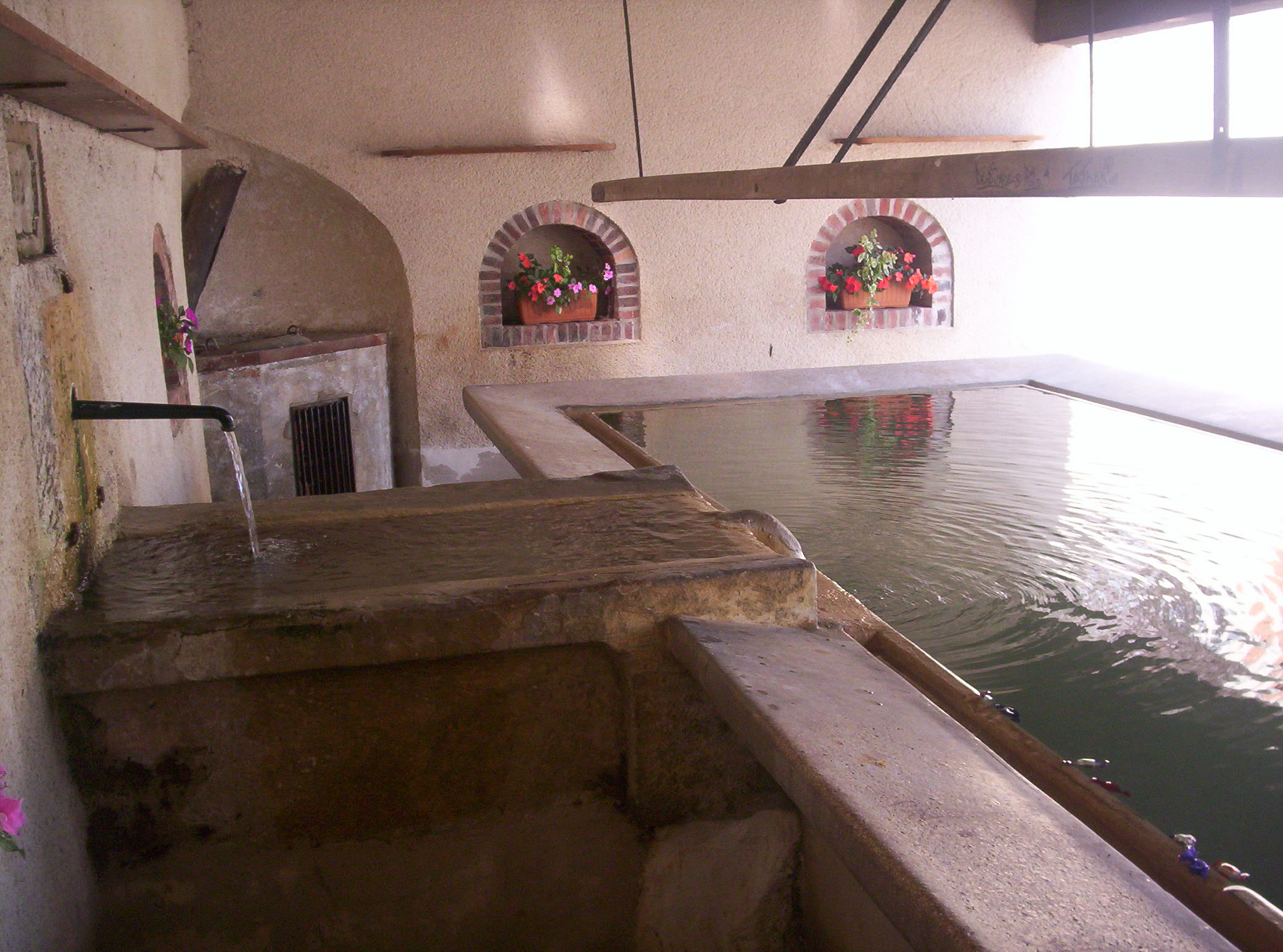
Le champagne.
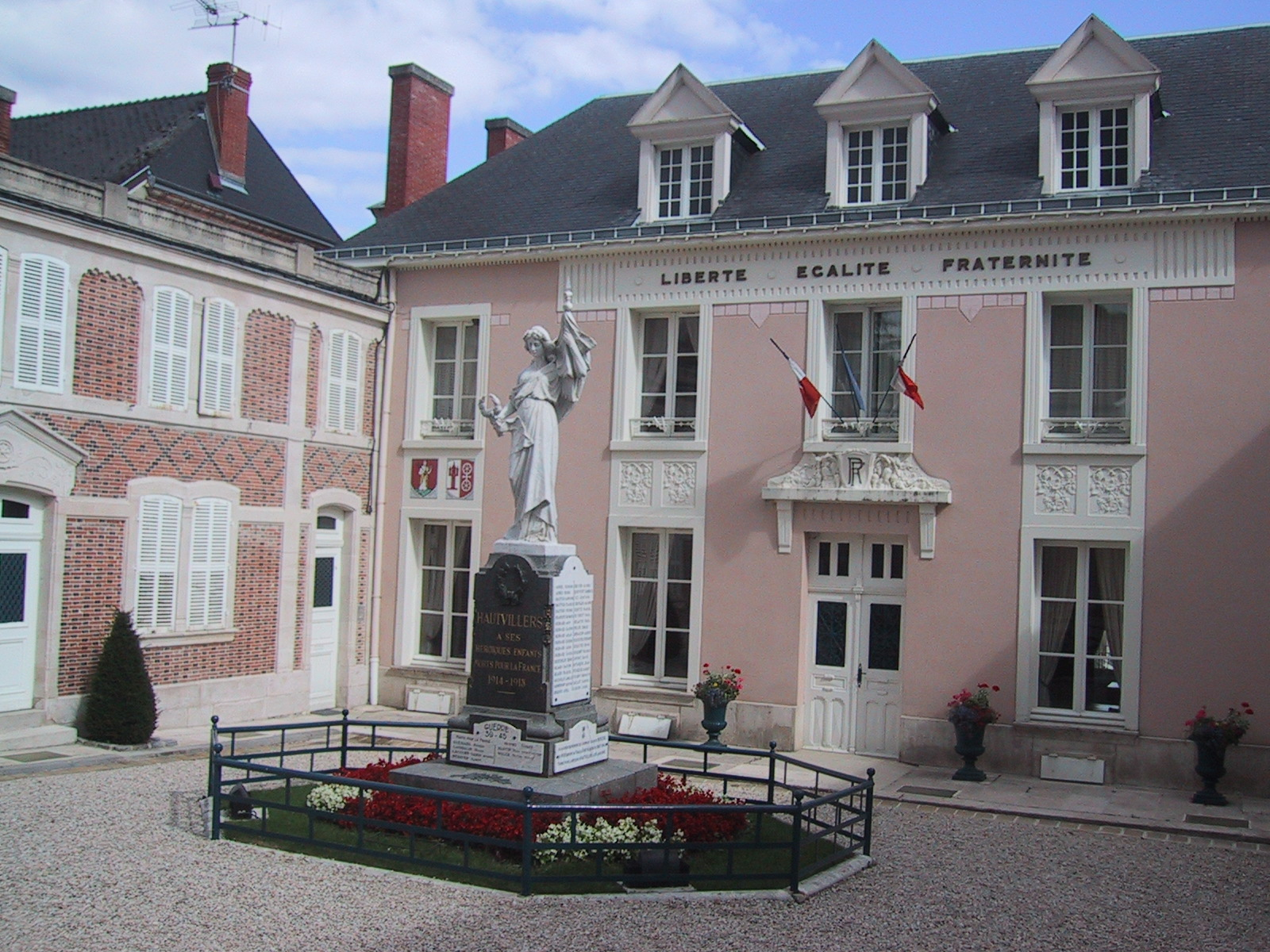
Le travail de la vigne.
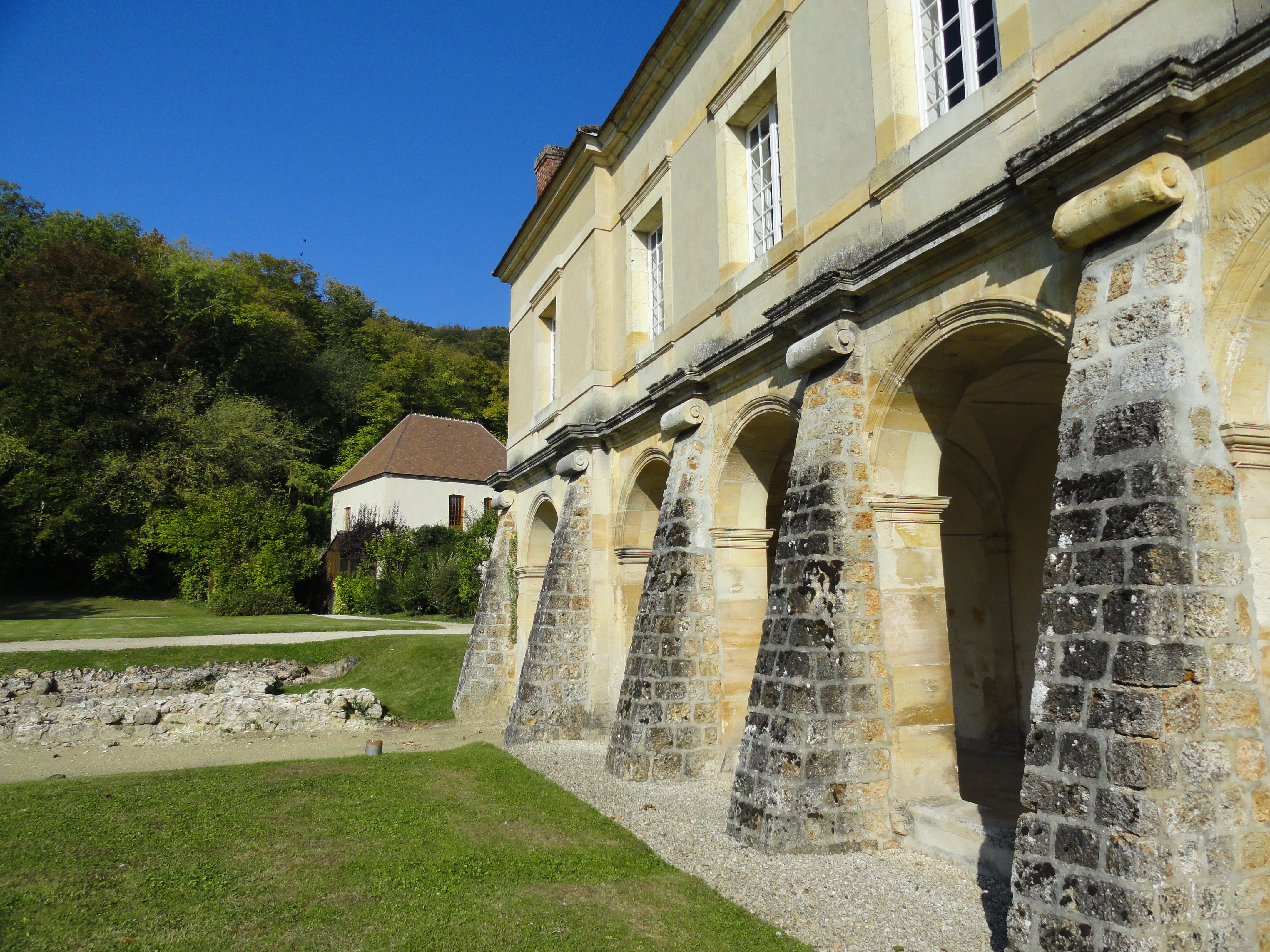
Un bucheron.
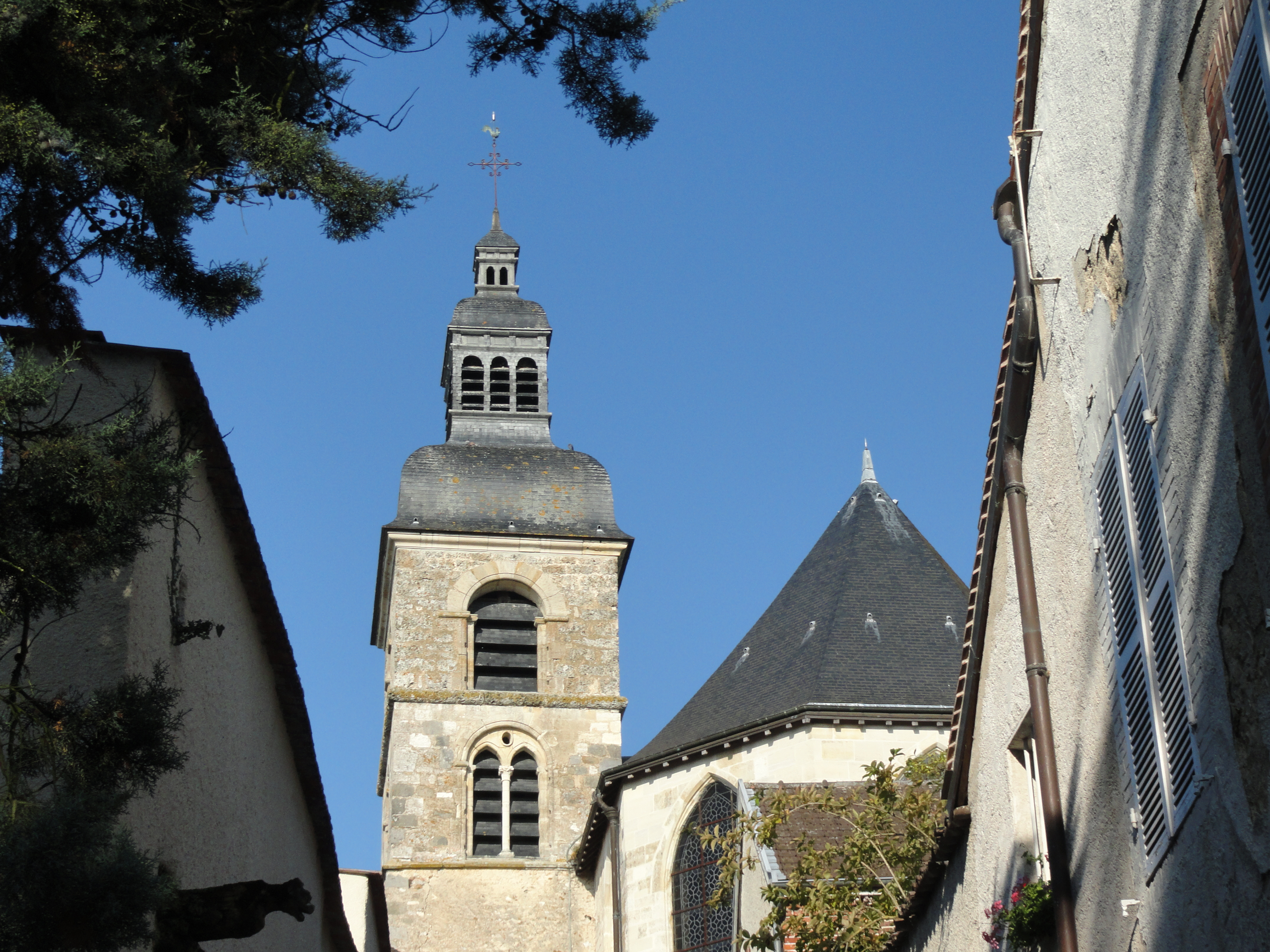
Le lavoir.

### Hautvillers dans la culture
Extrait d'un texte de Dom Almane, religieux du monastère d'Hautvillers :

« On l'appelle Hautvillers.

Haut, c'est son nom, il l'est en effet,...

Ici, c'est l'épais feuillage des forêts qui le couronne.

Sur ses coteaux, largement déployés, un océan de vignes chargées des raisins dont le jus fera briller les coupes de l'éclat de ses perles.

À ses pieds, majestueuse, la Marne, qui embellit son site.

Ces éléments naturels réunis lui apportent un micro-climat idéal. »

### Personnalités liées à la commune

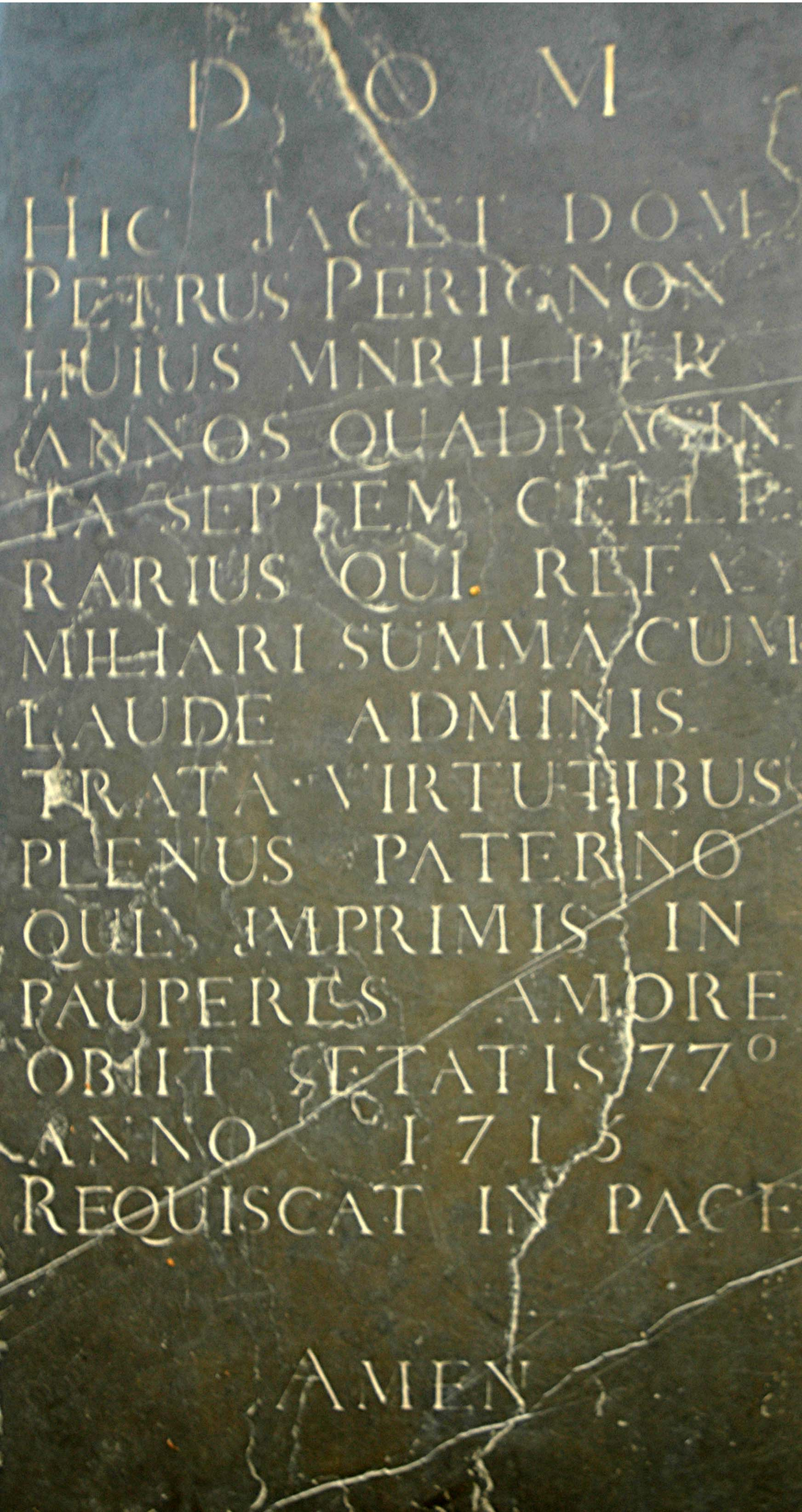
La pierre tombale de Dom Pérignon.

- Dom Pérignon, né à Sainte-Menehould en 1639 et mort en 1715, est un moine à l'abbaye bénédictine Saint-Pierre de Hautvillers. Il améliore les techniques de fabrication du champagne. Sa sépulture se trouve dans la nef de l'abbaye. Sur sa pierre tombale l'on peut lire :

« Ci-gît Dom Pérignon, pendant quarante sept ans cellérier dans ce monastère, son administration des affaires familières lui mérita les plus grands éloges, recommandable par ses vertus et plein d'amour paternel pour les pauvres. Il s'en fut dans sa soixante-dix septième année, l'année 1715. Qu'il repose en paix, Amen. »
- Adolphe Napoléon Didron (1806-1867), archéologue français.
- Thierry Ruinart Dom, savant moine bénédictin de la Congrégation de Saint-Maur né à Reims en 1657 et décédé le 27 septembre 1709 à l'abbaye bénédictine de Saint-Pierre de Hautvillers, disciple de Dom Jean Mabillon et collaborateur de Dom Pérignon

### Héraldique
| Armes de Haussignémont | Les armes de la commune se blasonnent ainsi : de gueules aux deux clefs d'or passées en sautoir. |